# Bituima
Bituima – miasto w Kolumbii, w departamencie Cundinamarca.